# 3842 Harlansmith
3842 Harlansmith (1985 FC1) là một tiểu hành tinh vành đai chính được phát hiện ngày 21 tháng 3 năm 1985 bởi Bowell, E. ở Flagstaff (AM).